# 박서경 (기자)
박서경(1991년 6월 15일~)은 대한민국의 기자이다.

## 방송
- 2024년 7월 13일 ~ 2025년 4월 19일 : 모닝와이드 (주말 진행)